# Sergio Porrini
Sergio Porrini (Milão, 8 de novembro de 1968) é um ex-futebolista e treinador de futebol italiano que jogava como lateral-direito, com destacada passagem por Juventus e Rangers, tendo conquistado 13 títulos no total.

## Carreira
Formado nas categorias de base do Milan, Porrini não jogou uma partida oficial pelos rossoneri entre 1986 e 1989 - o máximo que obteve foram 20 amistosos durante 2 anos. Sem chances de atuar na famosa linha defensiva juntamente com Filippo Galli, Alessandro Costacurta, Paolo Maldini e Franco Baresi, o lateral foi vendido para a Atalanta, mas a estreia na Serie A foi apenas em janeiro de 1990, embora já tivesse disputado jogos da Copa da Itália.
Com 100 jogos disputados em 4 anos e marcando 3 gols, Porrini chamou a atenção da Juventus, que apostava na política de contratar os melhores jogadores italianos sob contrato no futebol nacional. Apesar da falta de técnica, o jogador tinha como pontos fortes a raça, a determinação e as jogadas aéreas, graças ao seu 1,80 de altura. Sob o comando de Giovanni Trapattoni, começou como titular, mas com a chegada de Marcello Lippi (com quem trabalhara na Atalanta), perdeu espaço no time e saiu da Vecchia Signora em 1997, com 8 títulos conquistados.
Assinou com o Rangers no mesmo ano, e a contratação de outros 3 italianos (Gennaro Gattuso, Marco Negri e Lorenzo Amoruso) ajudou-o no processo de adaptação ao futebol escocês. Na temporada 1997-98, o técnico Walter Smith usou Porrini como zagueiro, porém o holandês Dick Advocaat voltou a colocar o jogador na posição de origem nos anos seguintes.

## Volta ao futebol italiano e aposentadoria
Depois de 80 partidas e 6 gols, Porrini decidiu voltar para a Itália em 2001, mas não para a Serie A: foi contratado pela tradicional Alessandria, que disputava na época a Serie C2 (atual Lega Pro), e quase levou os grigi para a terceira divisão. O jogador ainda passou 2 temporadas no Padova e encerrou a carreira em 2009, aos 40 anos, no Pizzighettone, alternando entre a quarta e terceira divisões do futebol italiano, participando de 101 jogos pelo clube lombardo.

## Pós-aposentadoria
Logo após deixar os gramados, o ex-lateral virou treinador da equipe sub-20 do Pizzighettone, onde permaneceu durante um ano, exercendo o mesmo cargo no Pergocrema na temporada 2010-11.
Treinou ainda o Colognese e o Ponte San Pietro entre 2011 e 2013, quando voltou para a Atalanta, desta vez para comandar o time Primavera, alem de ser auxiliar e coordenador-técnico do clube.
Desde 2016, Porrini treina o Crema, que disputa a Serie D.

## Seleção Italiana
As atuações de Porrini com a camisa da Atalanta renderam a ele 2 convocações para a Seleção Italiana em 1993, jogando contra Estônia e Malta, pelas Eliminatórias da Copa de 1994, mas ele não foi convocado para a competição.

## Títulos
Juventus
- Campeonato Italiano: 1994-95 e 1996-97
- Copa Intercontinental: 1996
- Liga dos Campeões da UEFA: 1995-96
- Copa da Itália: 1994-95
- Supercopa da Itália: 1995 e 1997
- Supercopa da UEFA: 1996

Rangers
- Copa da Liga Escocesa: 1998-99
- Campeonato Escocês: 1998-99 e 1999-2000
- Copa da Escócia: 1997-98 e 1999-2000

## Links
- Estatísticas de Porrini no Soccerbase